# Heure normale du Japon
Pour les articles homonymes, voir JST.

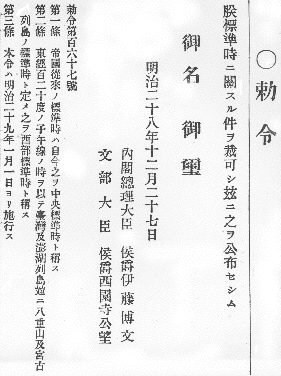
Une ordonnance impériale promulguée le 27 décembre de la de l'ère Meiji (1895)

L'heure normale du Japon ou heure du Japon (en anglais : Japan Standard Time, JST ; en japonais : 日本標準時 ou 中央標準時) est le fuseau horaire de référence du Japon. Celui-ci est l'un des noms du fuseau horaire UTC+9, en avance de neuf heures par rapport au temps universel coordonné. Il n'y a pas d'heure d'été pour ce fuseau même si son introduction a été débattue à de multiples reprises. L'heure normale du Japon est la même que l'heure normale de la Corée, l'heure normale de l'Est indonésien et l'heure de Iakoutsk. Durant la Seconde Guerre mondiale, elle était souvent appelée « heure de Tokyo ».

## Histoire
Avant l'ère Meiji (1868-1912), chaque région avait son propre fuseau horaire calqué sur la position réelle du Soleil. Il était midi lorsque le soleil était précisément à son zénith. 
Avec l'arrivée des moyens de transport modernes tel le train, ces pratiques de calculs ont commencé à montrer leurs limites et à causer certains problèmes. Par exemple, il y a une différence d'environ 5 degrés de longitude entre Tokyo et Osaka. De ce fait, un train quittant Tokyo devrait arriver à Osaka vingt minutes plus tard selon l'heure de Tokyo. En 1886, l'Ordonnance 51 a été promulguée afin de résoudre ce problème en ces termes :
- 明治十九年勅令第五十一号（本初子午線経度計算方及標準時ノ件⇔19e année de l'ère Meiji 51e édit impérial (au sujet de la technique des méridiens, son méridien d’origine des longitudes et le temps standard)
- （明治十九年七月十三日勅令第五十一号）⇔(13 juillet de la 19e année de l'ère Meiji 51e édit impérial)
- 英国グリニツチ天文台子午儀ノ中心ヲ経過スル子午線ヲ以テ経度ノ本初子午線トス⇔Le centre de l'observatoire de Greenwich au Royaume-Uni ayant développé la technique des méridiens sera le méridien d’origine des longitudes
- 経度ハ本初子午線ヨリ起算シ東西各百八十度ニ至リ東経ヲ正トシ西経ヲ負トス⇔Du méridien d’origine à l'Est et du méridien d’origine à l'Ouest il y a pour chacun 180 degrés, positif pour l'Est et négative pour l'Ouest
- 明治二十一年一月一日ヨリ東経百三十五度ノ子午線ノ時ヲ以テ本邦一般ノ標準時ト定ム⇔À partir du 1er janvier de la 21e année de l'ère Meiji le temps standard et légal de notre pays sera 135 degrés de longitude Est

En vertu de cela, l'heure de référence 標準時, Hyōjunji, a été défini comme étant décalé de neuf heures en avance par rapport au temps moyen de Greenwich (Le temps universel coordonné [UTC] n'avait pas encore été mis en place.) Dans cette ordonnance, la première clause mentionne GMT, c'est-à-dire le temps moyen de Greenwich. La seconde définit la longitude Est et la longitude Ouest. La troisième quant à elle établit que le fuseau normal prendra effet à partir de l'an 30 de l'Ère Meiji soit 1888. Parallèlement, la ville de Akashi dans la préfecture de Hyōgo est localisée exactement à 135 degrés de longitude Est et est dès lors mieux connue sous le surnom de Toki no machi (Ville du temps). 
Avec l'annexion de Taïwan en 1895, l'Ordonnance 167 a été promulguée afin de renommer le précédent fuseau en  Heure normale centrale (中央標準時, Chūō Hyōjunji) et crée une nouvelle Heure normale occidentale (西部標準時, Seibu Hyōjunji) à 120° de longitude. L'Heure normale occidentale, qui a été utilisée à Taïwan et dans certaines parties de la préfecture d'Okinawa, a été abolie par l'Ordonnance 529 en 1937. Les territoires occupés par le Japon durant la Seconde Guerre mondiale dont Singapour et la Malaisie ont adopté l'heure du Japon durant leur occupation mais l'ont abandonnée après la reddition du Japon.
En 1948–1951 durant l'occupation du Japon, on a institué l'heure d'été à partir du premier dimanche de mai à 02:00 jusqu'au second samedi du mois de septembre à 02:00, à l'exception de l'année 1949 où la transition a eu lieu le premier dimanche d'avril.
Plus récemment, des efforts ont été réalisés afin de réinstituer l'heure d'été au Japon, mais devant les inconvénients que cela génèrerait, pour des bénéfices négligeables, le Japon s'en est finalement abstenu.